# Der Tod von Phaleria
Der Tod von Phaleria ist ein deutsches Stummfilmdrama aus dem Jahre 1919 von Franz Osten mit Erich Kaiser-Titz in der Hauptrolle.

## Handlung
Thanatos ist niemand anderes als der Tod, und er ist müde vom ewigen Heimholen verlorener Seelen. Endlich will auch er einmal vom irdischen Leben kosten, einfach nur einmal drei Tage lang wie ein Mensch auf Erden leben, fühlen, lieben und leiden wie die Humanoiden. Sein Wunsch wird erhört, und Thanatos darf drei Tage lang als ganz normaler Sterblicher wandeln. Bald sieht er, dass überall nach ihm verlangt wird: die Kranken und Schwachen verlangen nach seiner Hilfe, wollen, dass der Tod ihnen beim Hinübergleiten ins Jenseits hilft. Thanatos wollte in erster Linie die Freuden des Menschseins kennen lernen, doch bald wird er an einem Fürstenhof eines besseren belehrt: hier, wo die hohe Kunst der Intrige gepflegt wird, beschuldigt man ihn, den besten Freund des Fürsten ermordet zu haben.
Es dauert nicht lang, und all die Freude auf die anstehenden Erfahrungen sind Thanatos vergällt, und er ist nur noch angewidert vom Verhalten der Menschen. So wird aus dem menschgewordenen Tod ein Opfer von abgefeimter Niedertracht und blinder Justiz, und sein Hals dem Henker zur Vollstreckung des Todesurteils überantwortet. Er hat Glück, denn schon ist der dritte Tag vergangen, und Thanatos ist wieder zum großen Schnitter geworden. Als er mit der Liebe eines schönen Mädchens konfrontiert wird, ist ihm dank all der Erfahrungen der vergangenen drei Tage jegliches Mitgefühl abhandengekommen, und er lässt das Mädchen sterben. Verbittert verlässt er seine irdische Wirkungsstätte und reißt alles nieder, was ihm im Weg steht. Phaleria, dieser Ort der Sünde und des charakterlichen Elends, wird durch ihn zur Wüstenei.

## Produktionsnotizen
Der von Franz Ostens Bruder Peter Ostermayr produzierte Film entstand während der zensurlosen Zeit 1919 in München und wurde im Oktober desselben Jahres in den Berliner Sportpalast-Lichtspielen uraufgeführt. Die Länge des Fünfakters betrug ursprünglich 1618 Meter, bei der Neuzensur am 22. Februar 1921 nur noch 1531 Meter.

## Kritik
„Von der Schablone abweichend, stellt es eine symbolische Figur des Todes in die Handlung, um die Schwächen der gegenwärtigen Zeit aufzudecken.“

„Dr. Alfred Schirokauer hat diesen hochinteressanten Stoff filmwirksam bearbeitet und die Regie Franz Ostens ihn in prächtiger Aufmachung ins Bild gebracht. Die Einleitung mit dem Herannahen des Todes auf Charons Nachen, sein schnaubendes Roß zur Seite und die Sense geschultert ist feine Silhouettenmalerei, wie sie die Münchner-Lichtspielkunstgesellschaft jetzt des öfteren in ihrem Werken zur Anwendung bringt. Von großem Vorteil ist auch die möglichst kurze Fassung der Zwischentitel und die sprachlose Gebärde der Darsteller — insbesondere von Erich Kaiser-Titz. Sein, stummes Mienenspiel ist so ausdrucksvoll und beredt, daß es der sprechenden Lippenbewegung vollständig entbehren kann. Wir stehen hier am Beginne einer neuen Richtung, die sich durchsetzen muß, damit die viel gerügten und störend wirkenden Erklärungen der Sclirift fortbleiben können.“